# Jaisalmer
Jaysalmer (en hindi: जैसलमेर), apodada como "La Ciudad Dorada", es una ciudad en el estado indio del Rajastán. Durante un tiempo existió el estado de Jaisalmer. La ciudad está situada en la cresta de una roca arenosa de color amarillento y está coronada por el Fuerte de Jaisalmer que con 99 bastiones corona la colina de Trikuta [Tres Picos] de 80 metros de altitud. En el interior de dicho fuerte se encuentra el palacio Maharaja Mahal, siete templos jainas y dos hinduistas. Muchos de los templos y edificios están esculpidos con gran riqueza. La ciudad está situada en el desierto de Thar y tiene una población de alrededor de 78 000 habitantes. Es la capital administrativa del distrito de Jaisalmer. Jaisalmer recibe su nombre a partir de su fundador Rao Jaisal. Jaisalmer significa "El fuerte en la colina de Jaisal". Frecuentemente Jaisalmer es llamada "La Ciudad Dorada" por el color dorado que le confiere la arena amarilla tanto a la ciudad como a sus alrededores.

## Historia
La mayoría de los habitantes de Jaisalmer son de la casta Bhatti, principalmente Rajputs, que toman su nombre por un antecesor llamado Bhatti, quien alcanzó gran fama como guerrero cuando su tribu se encontraba en el Punjab. Poco después, ese clan fue conducido hacia el sur y encontró refugio en el desierto indio que se convirtió en su hogar forzado.

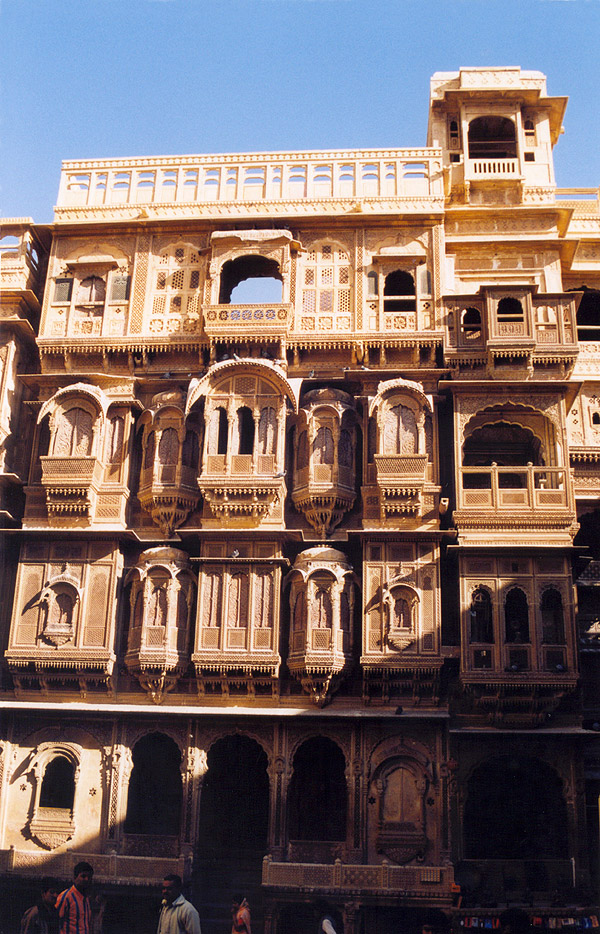
Fachada de una haveli en Jaisalmer.

Toda la zona que ocuparon era parte del Imperio Gurjara-Pratihara y hasta el siglo XI estuvo controlada por un poderoso rey Bargujar. Deoraj, un príncipe de la familia Bhati, es considerado el fundador real de la dinastía de Jaisalmer; a partir de él comenzó a emplearse el término de rawal. En 1156 Rawal Jaisal, el sexto en la sucesión de Deoraj, fundó el fuerte y la ciudad de Jaisalmer y lo convirtió en capital, abandonando la antigua que se encontraba en Lodhruva y que se encuentra a 15 km al noroeste de Jaisalmer).
En el año 1293 los Bhattis irritaron tanto al emperador Ala-ud-din Khilji que el ejército de este tomó y saqueó el fuerte y la ciudad de Jaisalmer; de este modo, la ciudad pasó largo tiempo desierta. Después de esto no existen datos relevantes hasta la época de Rawal Sahal Singh, cuyo reinado marcó una época en la historia Bhatti, pues reconoció la supremacía del emperador mogol (no mongol) con el Sha Jahan. Es en ese punto cuando los príncipes de Jaisalmer habían alcanzado la cumbre de su poder, pero desde ese momento hasta 1762, con el ascenso del Rawal Mulraj, su riqueza e influencia no hizo sino declinar, perdiendo muchas de las provincias adyacentes.
En 1818 Mulraj entabló contacto político con los británicos. Maharawal Salivahan, nacido en 1887, le sucedió en la jefatura en 1891.
Los majarases de Jaisalmer trazan su linaje hasta Jaitsimha, un líder del clan Rajput Bhatti. Los principales oponentes, por ser los más poderosos, de los Rajputs Bhatti eran los clanes Rathor de Jodhpur y Bikaner. Estos clanes solían luchar por la posesión de acuíferos, ganado o fuertes. Jaisalmer se encontraba en una posición estratégica y era un lugar de paso por la ruta tradicional de comercio atravesada por caravanas de camellos de mercaderes indios o asiáticos. La ruta unía la India con Asia Central, Egipto, Arabia, Persia, África y el oeste.

## Lugares de Interés
- Fuerte de Jaisalmer.
- Maharaja Mahal, antiguo palacio de siete pisos del majarás.
- Museo del Palacio del Fuerte.
- Templo Chandraprabhu, templo jaina dedicado al octavo tirthankar, cuyo símbolo es la luna.
- Templo Rikhabdev, templo jaina con esculturas pegadas a sus muros.
- Templo Parasmath, templo jaina.
- Templo Shitalmath, templo jaina.
- Templo Sambhavanth, templo jaina en el que los sacerdotes muelen sándalo.
- Templo Shantinath y Kunthunath, templos jainas con gran cantidad de esculturas sensuales.
- Templo de Lasminath y Surya, templos hinduistas, más sencillos que los jainas, en el centro del fuerte.
- Patwa-ki-Haveli, Haveli dividida en cinco secciones, una de ellas habilitada como museo
- Salim Singh-ki-Haveli y Nathmal-ki-Haveli
- Gadi Sagar, embalse verde al sur de las murallas, fue el principal suministro de agua, construido en el 1367.
- Vyas Chhatris, serie de chhatris (cenotafios) de arenisca dorada.

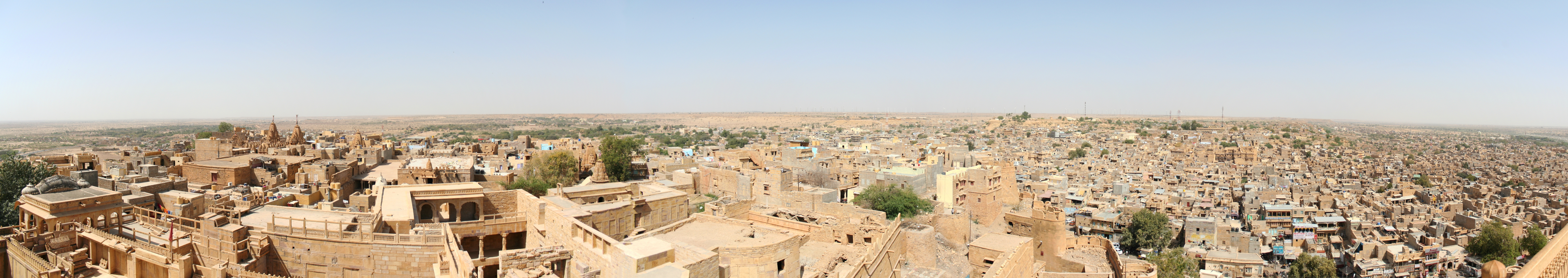
Panorama de Jaisalmer desde el Palacio del Majarash.

## Transportes
| Aeropuerto              | Código IATA | Código OACI |
| ----------------------- | ----------- | ----------- |
| Aeropuerto de Jaisalmer | JSA         | VIJR        |